# Anisocentropus fischeri
Anisocentropus fischeri là một loài Trichoptera trong họ Calamoceratidae. Chúng phân bố ở vùng nhiệt đới châu Phi.